# (5072) Hioki
(5072) Hioki es un asteroide perteneciente al cinturón de asteroides descubierto por Karl Wilhelm Reinmuth el 9 de octubre de 1931 desde el Observatorio Heidelberg-Königstuhl.

## Designación y nombre
Designado provisionalmente como 1931 TS1. Fue nombrado "Hioki" en honor a Tsotumu Hioki, quien co-descubrió el objeto 1988 VG2, identificado con el supuesto objeto perdido (724) Hapag.

## Características orbitales
Hioki está situado a una distancia media de 2,908 ua, pudiendo alejarse un máximo de 3,163 ua y acercarse un máximo de 2,655 ua. Tiene una excentricidad de 0,087.

## Características físicas
Este asteroide tiene una magnitud absoluta de 12,7. Tiene un diámetro de 7,524 km y su albedo se estima en 0,285.